# Троїцьке (Богдановицький міський округ)
Тро́їцьке (рос. Троицкое) — село у складі Богдановицького міського округу Свердловської області.
Населення — 1710 осіб (2010, 1723 у 2002).
Національний склад станом на 2002 рік: росіяни — 91 %.